# (20982) 1981 EL17
A (20982) 1981 EL17 a Naprendszer kisbolygóövében található aszteroida. Schelte J. Bus fedezte fel 1981. március 1-jén.